# إرهاب صهيوني

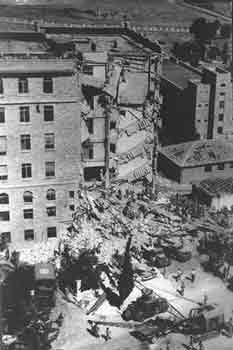
فندق الملك داوود بعد تفجيره، 1946

الإرهاب الصهيوني هو مصطلح يشير إلى الأعمال التي تقوم بها ميليشيات صهيونية والأفراد الذين يتبنون الفكر الصهيوني ضد الفلسطينيون وسلطات الانتداب البريطاني على فلسطين سابقاً. وكان منفذي معظم هذه الأعمال ضد المدنيين، منظمات الهاغانا، الإرجون (أو «إيتسل») وليحي (أو «عصابة شتيرن» كما ورد اسمها في السجلات البريطانية). انفصلت منظمة الإرجون عن الهاغانا التي كانت الميليشيا الصهيونية الرئيسية والتي تعاونت مع السلطات البريطانية في فترات معينة. عند اندلاع الحرب العالمية الثانية أعلنت منظمة الإرجون عن وقف أعمالها ضد السلطات البريطانية مما أدى إلى انفصال منظمة شتيرن عنها.
وقد تراوحت أعمال العنف الصهيونية اللاحقة بين استخدام الحكومة للقوة لقمع الاضطرابات الفلسطينية (كما حدث أثناء الانتفاضتين في الفترة من 1987 إلى 1993 وفي الفترة من 2000 إلى 2005)، إلى الهجمات التي شنها المستوطنون الإسرائيليون والمتطرفون اليمينيون ضد المدنيين الفلسطينيين وممتلكاتهم والأماكن المقدسة. وفي عمل من أعمال العنف السياسي بين اليهود، اغتيل رئيس الوزراء الإسرائيلي الأسبق إسحاق رابين في عام 1995 على يد ييجال عامير الذي عارض مبادرات رابين للسلام والتنازلات الإقليمية للفلسطينيين. كما شن الجيش الإسرائيلي هجمات واسعة النطاق في الأراضي المحتلة والدول المجاورة بما في ذلك لبنان، مما أسفر عن دمار واسع النطاق وإصابات بين المدنيين.
واتهمت منظمات حقوق الإنسان والفلسطينيين إسرائيل بالإرهاب وارتكاب جرائم حرب واستخدام القوة غير المتناسبة ضد الفلسطينيين. وتدافع إسرائيل عن أفعالها باعتبارها ضرورية للحفاظ على أمن الدولة اليهودية ومواطنيها في مواجهة العنف السياسي الفلسطيني والتهديدات الإقليمية.
وقد قام أفراد وجماعات شبه عسكرية يهودية مثل الإرجون وليحي والهاجاناه والبالماخ بتنفيذ هذه الأعمال كجزء من الصراع بين اليهود والسلطات البريطانية والعرب الفلسطينيين فيما يتعلق بالأرض والهجرة والسيطرة على فلسطين.

## هجمات «الأرجون» و«ليحي»

### فترةالثورة الفلسطينية الكبرى
في يونيو 1937 قررت قيادة الإرجون رفض سياسة القيادة الصهيونية الرئيسية، التي سعت بشكل عام إلى عدم مواجهة المنظمات الفلسطينية المسلحة والتعاون مع السلطات البريطانية في محاولتها لقمع الثورة. وإثر قرار الرفض شن «الإرجون» هجمات ضد مدنيين ومسلحين من بين الفلسطينيين، ويقدر عدد القتلى في هذه الهجمات بـ 250 نسمة تقريبا[بحاجة لمصدر] حتى نهاية الثورة في مايو 1939.

### الفترة ما بين نهاية الحرب العالمية الثانية وتفكيك «ليحي»
بعد الثورة الفلسطينية زاد التوتر بين الحركة الصهيونية وسلطات الانتداب البريطاني بسبب السياسة التي تبنتها بريطانيا إثر الثورة والتي عرقلت تحقيق أهداف الحركة الصهيونية. ولكن اندلاع الحرب العالمية الثانية في سبتمبر 1939، حيث تواجدت بريطانيا والمنظمات اليهودية (بما في ذلك الحركة الصهيونية) في جانب واحد ضد ألمانيا النازية، أدى إلى استئناف التعاون البريطاني الصهيوني. أما المنظمتان المنشقتان عن القيادة الصهيونية الرئيسية، «الإرجون» و"ليحي"، فواصلت هجماتها ضد البريطانيين حتى منتصف 1940، ثم وقفتها لمدة 3 أعوام. في 1943، قبل نهاية الحرب ولكن بعد استقرار الوضع في الشرق الأوسط وشمالي إفريقيا، جددت منظمة ليحي هجماتها، وتابعتها منظمة «الإرجون» في بداية 1944.
1. في شهر تشرين ثاني من عام 1944 قامت منظمة «ليحي» باغتيال الوزير البريطاني لورد موين في القاهرة.
2. 1944-1945 تم قتل عدد من المشتبهين بأنهم يتعاونوا مع القوات البريطانية وقوات الهاجاناه التابعة للقيادة الصهيونية الرئيسية.

بعد اغتيال لورد موين جمعت «الهجاناه» معلومات عن أفراد المنظمتين المنشقتين ونقلتها للمخابرات البريطانية كي تعتقلهم، فيما كان يسمى ب«السيزون» («موسم الصيد»).
في أكتوبر 1945، بعد نهاية الحرب العالمية الثانية، تركت الحركة الصهيونية سياسة التعاون مع بريطانيا، فاتفقت «الهاجاناه» مع «الإرجون» و«ليحي» على إقامة قيادة عسكرية مشتركة. واستمر هذا التعاون بين المنظمات حتى أغسطس 1946، حيث كان تفجير فندق الملك داوود في القدس من قبل «الإرجون» الدافع الرئيسي لتفكيك القيادة العسكرية المشتركة. ومن هجمات «الإرجون» و«ليحي» منذ تفجير فندق الملك داود (أي دون موافقة «الهاجاناه»):
1. 26 يوليو (تموز) 1946 - تفجير فندق الملك داوود حيث تم قتل ما لا يقل عن 91 شخص. أدت هذه العملية إلى انقطاع العلاقات بين «الهاجاناه» و«الإرجون».
2. تم تفجير السفارة البريطانية في روما في سنة 1946
3. تم اختطاف رقيبين بريطانيين ثم تم قتلهما والتنكيل بجثتيهما بشكل انتقامي كردة فعل لإعدام البريطان اثنان من أعضاء الإرجون
4. ديسمبر 1947 – مارس 1948 هجمات عديدة على العرب الفلسطينيين في سياق الحرب الأهلية بعد التصويت على خطة تقسيم فلسطين للأمم المتحدة.
5. 1947 رسائل مفخخة أرسلتها ليحي إلى البيت الأبيض في عهد ترومان.[5]
6. 5-6 يناير 1948 أسفر تفجير فندق سميراميس الذي نفذته الهاجاناه (أو وفقًا لبعض المصادر، إرجون) عن مقتل 24 إلى 26 شخصًا.
7. أبريل 1948 أسفرت مذبحة دير ياسين التي نفذتها إرجون وليحي عن مقتل ما بين 107 و120 قرويًا فلسطينيًا،[6] وهو التقدير المقبول عمومًا من قبل العلماء.[7][8]

17 سبتمبر 1948 اغتيال ليحي للوسيط الأمم المتحدة فولك برنادوت، الذي اتهمه ليحي باتخاذ موقف مؤيد للعرب أثناء مفاوضات وقف إطلاق النار.
خلال أعمال شغب النبي موسى عام 1920، وأعمال شغب يافا عام 1921 وأعمال شغب فلسطين عام 1929، أظهر العرب الفلسطينيون عداءً ضد الهجرة الصهيونية، مما أثار رد فعل الميليشيات اليهودية. في عام 1935، انفصلت منظمة الإرجون، وهي منظمة عسكرية سرية صهيونية، عن الهاجاناه. كانت منظمة الإرجون التعبير المسلح عن الإيديولوجية الناشئة للصهيونية التصحيحية التي أسسها زئيف جابوتنسكي. وقد عبر عن هذه الإيديولوجية على النحو التالي: "لكل يهودي الحق في دخول فلسطين؛ والانتقام النشط فقط هو الذي من شأنه أن يردع العرب والبريطانيين؛ والقوة المسلحة اليهودية فقط هي التي تضمن الدولة اليهودية".
خلال الثورة العربية في فلسطين في الفترة 1936-1939، ناضل العرب الفلسطينيون من أجل إنهاء الانتداب وإنشاء دولة عربية على كامل فلسطين. هاجموا البريطانيين واليهود وكذلك بعض العرب الفلسطينيين الذين دعموا القومية العربية. مارس الصهاينة الرئيسيون، ممثلين في فاد لئومي والهاجاناه، سياسة هافلجاه (ضبط النفس)؛ لم يتبع مسلحو الإرجون هذه السياسة وأطلقوا على أنفسهم اسم "محطمي هافلجاه". بدأت الإرجون في قصف الأهداف المدنية العربية الفلسطينية في عام 1938. بينما تم "نزع سلاح" العرب الفلسطينيين بعناية من قبل سلطات الانتداب البريطاني بحلول عام 1939، لم يكن الصهاينة كذلك. كمصالحة مع العرب، تم تمرير الكتاب الأبيض لعام 1939، وفرض قيود كبيرة على الهجرة اليهودية في ظل الحرب العالمية الثانية.
بعد إعلان بريطانيا الحرب في سبتمبر 1939، أعلن رئيس الوكالة اليهودية لفلسطين ديفيد بن جوريون: "سنحارب الكتاب الأبيض كما لو لم تكن هناك حرب، وسنخوض الحرب كما لو لم يكن هناك كتاب أبيض". ثم أوقفت الهاجاناه وإرجون نشاطهما ضد البريطانيين دعماً لحربهم ضد ألمانيا النازية. ومع ذلك، واصلت ليحي الأصغر حجماً الهجمات المناهضة للبريطانيين والعمل المباشر طوال الحرب. في ذلك الوقت، دعم البريطانيون أيضًا إنشاء وتدريب البالماخ، كوحدة يمكنها الصمود في وجه الهجوم الألماني في المنطقة، بموافقة اليشوف الذي رأى فرصة للحصول على وحدات وجنود مدربين للدولة اليهودية المخطط لها. وخلال عامي 1944 و1945، تعاونت المنظمة شبه العسكرية اليهودية الأكثر شيوعًا، الهاجاناه، مع السلطات البريطانية ضد ليحي وإيتسيل. كما نفذت الهاجاناه هجمات عنيفة في فلسطين، مثل تحرير المهاجرين المعتقلين من معسكر اعتقال عتليت، وقصف شبكة السكك الحديدية في البلاد، والغارات التخريبية على منشآت الرادار وقواعد شرطة فلسطين البريطانية. واستمرت في تنظيم الهجرة غير الشرعية طوال الحرب بأكملها.
في فبراير 1947، أعلن البريطانيون أنهم سينهون الانتداب وينسحبون من فلسطين وطلبوا التحكيم من الأمم المتحدة. بعد التصويت على خطة تقسيم فلسطين في 30 نوفمبر 1947، اندلعت الحرب الأهلية في فلسطين. قاتلت المجتمعات اليهودية والعربية بعضها البعض بعنف في حملات من الهجمات والانتقام والانتقام المضاد والتي أثارت حوالي 800 حالة وفاة بعد شهرين. دخل المتطوعون العرب فلسطين للقتال إلى جانب العرب الفلسطينيين. في أبريل، قبل 6 أسابيع من انتهاء الانتداب، شنت الميليشيات اليهودية عمليات واسعة النطاق للسيطرة على الأراضي المخصصة لها بموجب خطة التقسيم. وقعت العديد من الفظائع خلال هذا الوقت. فر السكان العرب في المدن المختلطة طبريا وصفد وحيفا ويافا، وكذلك بيسان وعكا والقرى المجاورة، أو طُردوا خلال هذه الفترة. خلال معركة القدس (1948) حيث حوصرت الجالية اليهودية التي يبلغ تعدادها 100000 نسمة، استولى الميليشيات اليهودية على معظم القرى العربية في ممر تل أبيب - القدس ودمروها.
في بداية الحرب الأهلية، نظمت الميليشيات اليهودية عدة هجمات بالقنابل ضد المدنيين والأهداف العسكرية العربية. في 12 ديسمبر، وضعت منظمة إرجون سيارة مفخخة مقابل باب العامود، مما أسفر عن مقتل 20 شخصًا. في 4 يناير 1948، فجرت منظمة ليحي شاحنة مفخخة ضد مقر منظمة النجادة شبه العسكرية الواقعة في مبنى بلدية يافا، مما أسفر عن مقتل 15 عربيًا وإصابة 80 آخرين. خلال الليل بين 5 و6 يناير، قصفت الهاجاناه فندق سميراميس في القدس الذي ورد أنه يختبئ فيه رجال الميليشيات العربية، مما أسفر عن مقتل 24 شخصًا. في اليوم التالي، قام أعضاء من منظمة إرجون في شاحنة شرطة مسروقة بدحرجة برميل متفجر على مجموعة كبيرة من المدنيين الذين كانوا ينتظرون حافلة عند بوابة يافا، مما أسفر عن مقتل حوالي 16.

## حرب 1948
1. سبتمبر (أيلول) 1948 قامت «ليحي» باغتيال وسيط الأمم المتحدة الكونت بيرنادوت، حيث اتهمته «ليحي» بأنه مؤيد للعرب خلال فترة وقف إطلاق النار. أدت هذه العملية إلى حملة اعتقالات من قبل حكومة دولة إسرائيل الجديدة آنذاك وإلى تفكيك «ليحي» بالفعل.
2. تنفيذ مذبحة دير ياسين

## الإدانة باعتبارها إرهابًا
وصفت منظمة إرجون بأنها منظمة إرهابية من قبل الأمم المتحدة والحكومات البريطانية والأمريكية، وفي وسائل الإعلام مثل صحيفة نيويورك تايمز،
```
ومن قبل لجنة التحقيق الأنجلو أمريكية.في عام 1946، أدان المؤتمر الصهيوني العالمي بشدة الأنشطة الإرهابية في فلسطين و"إراقة دماء الأبرياء كوسيلة للحرب السياسية". وأدينت منظمة إرجون على وجه التحديد.
[
21
]
```

"هاجمت العصابات الإرهابية هذه القرية المسالمة، التي لم تكن هدفًا عسكريًا في القتال، فقتلت معظم سكانها - 240 رجلاً وامرأة وطفلاً - وأبقت على عدد قليل منهم على قيد الحياة لعرضهم كأسرى في شوارع القدس". تحذر الرسالة اليهود الأميركيين من دعم طلب بيجين بتمويل حزبه السياسي هيروت، وتنتهي بالتحذير: "إن التناقضات بين الادعاءات الجريئة التي يقدمها بيجين وحزبه الآن وسجل أدائهم في الماضي في فلسطين لا تحمل بصمة أي حزب سياسي عادي. إنها البصمة الواضحة لحزب فاشي يعتبر الإرهاب (ضد اليهود والعرب والبريطانيين على حد سواء) والتحريف وسيلة، و"الدولة القائدة" هي الهدف". وصفت السلطات البريطانية والوسيط الأمم المتحدة رالف بانش منظمة ليحي بأنها منظمة إرهابية.

## هجمات الإرجون والهاجاناه وليحي
30 يونيو 1924 اغتيل اليهودي الهولندي يعقوب إسرائيل دي هان على يد أبراهام تيهومي بأمر من زعيم الهاجاناه إسحاق بن تسفي. بسبب أنشطته السياسية المناهضة للصهيونية واتصالاته مع القادة العرب. 15 يوليو 1938 أسفرت قنبلة تركتها الإرجون في سوق الخضار في القدس عن إصابة 28 شخصًا.25 يوليو 1938 ألقت الإرجون قنبلة في سوق البطيخ في حيفا أسفرت عن مقتل 49 شخصًا.6 نوفمبر 1944 اغتال ليحي الوزير البريطاني اللورد موين في القاهرة، مملكة مصر. وقد أدان اليشوف هذا العمل في ذلك الوقت، ولكن جثث القتلة أعيدت إلى الوطن من مصر في عام 1975 لجنازة رسمية ودفن على جبل هرتزل. 1944–1945 قتل العديد من المشتبه بهم في التعاون مع الهاجاناه وحكومة الانتداب البريطانية خلال موسم الصيد.1946 إرسال قنابل خطابية إلى المسؤولين البريطانيين، بما في ذلك وزير الخارجية إرنست بيفين، من قبل ليحي. 26 يوليو 1946 قصف المقر الإداري البريطاني في فندق الملك داود، مما أسفر عن مقتل 91 شخصًا - 28 بريطانيًا و41 عربيًا و17 يهوديًا و5 آخرين. وأصيب حوالي 45 شخصًا. في الأدبيات حول ممارسة الإرهاب وتاريخه، تم وصفه بأنه أحد أكثر الهجمات الإرهابية فتكًا في القرن العشرين. 1946 تعرضت السكك الحديدية والمطارات العسكرية البريطانية للهجوم عدة مرات.31 أكتوبر 1946 قصف الإرجون للسفارة البريطانية في روما. دُمر ما يقرب من نصف المبنى وأصيب 3 أشخاص. تم التعرف على المرأة التي ألقي القبض عليها لزرع القنبلة، والمعروفة باسم "إستير"، على أنها يهودية تدعي الجنسية الفرنسية من قبل وحدة سكوتلاند يارد التي تحقق في الأنشطة الإرهابية اليهودية. ارتبط الهجوم بتفجير السفارة في روما عام 1946
14 يونيو 1947 داهم "إرهابيون يهود" مكتب رويترز في تل أبيب.
25 يوليو 1947 قضية الرقباء: عندما صدرت أحكام الإعدام على اثنين من أعضاء الإرجون، اختطفت الإرجون الرقيب كليفورد مارتن والرقيب. ميرفين بايس وهدد بقتلهم انتقامًا إذا تم تنفيذ الأحكام. وعندما تم تجاهل التهديد، قُتل الرهائن. بعد ذلك، تم نقل جثثهم إلى بستان برتقال وتركها معلقة من أعناقها من الأشجار. تم وضع عبوة ناسفة بدائية. انفجرت هذه العبوة عندما تم قطع إحدى الجثث، مما أدى إلى إصابة ضابط بريطاني بجروح خطيرة. ديسمبر 1947 - مارس 1948 هجمات عديدة على العرب الفلسطينيين في سياق الحرب الأهلية بعد التصويت على خطة تقسيم فلسطين التابعة للأمم المتحدة. 1947 رسائل مفخخة أرسلتها ليحي إلى البيت الأبيض في عهد ترومان.
5-6 يناير 1948 أسفر تفجير فندق سميراميس الذي نفذته الهاجاناه (أو وفقًا لبعض المصادر، إرجون) عن مقتل 24 إلى 26 شخصًا. أبريل 1948 مذبحة دير ياسين التي نفذتها عصابات إرجون وليحي، أسفرت عن مقتل ما بين 107 و120 قرويًا فلسطينيًا،وهو التقدير الذي يقبله العلماء عمومًا. 17 سبتمبر 1948 اغتيال ليحي للوسيط الأمم المتحدة فولك برنادوت، الذي اتهمته ليحي بتبني موقف مؤيد للعرب أثناء مفاوضات وقف إطلاق النار.